# 鷹庇
鷹庇（?—前115年），或寫為雁疪、應疕、扁訾，漢朝匈奴人，為渾邪王部眾，隨渾邪王歸降漢武帝，封煇渠悼侯。

## 生平
前121年（漢元狩二年），隨渾邪王歸降，封煇渠侯。〈建元以來侯者年表〉又稱他叫扁訾。前115年（漢元鼎二年），鷹庇過世，因無後，國除。

## 同名侯國
僕多於前122年（漢元狩元年）被封煇渠侯，稱為渾渠忠侯。